# Liste des organismes d'intérêt public belges de catégorie B
Cette page liste les organismes appartenant à la catégorie B selon l'article 1 de la loi belge du 16 mars 1954 relative au contrôle de certains organismes d'intérêt public.
- Académie de recherche et d'enseignement supérieur[1]
- Agence des appels aux services de secours[2]
- Agence wallonne pour l'intégration de la personne handicapée[2]
- Belgisches Rundfunk- und Fernsehzentrum für Deutschsprachigen Sendungen[2]
- Bureau d'intervention et de restitution belge[2]
- Centre fédéral d'expertise des soins de santé[2]
- Dienststelle der Deutschsprachigen Gemeinschaft für Personen mit einer Behinderung[2]
- Entreprise publique des nouvelles technologies de l'information et de la communication de la Communauté française[2]
- Fonds de garantie de la Communauté Germanophone pour les bâtiments scolaires "Garantiefonds der Deutschsprachigen Gemeinschaft für Schulbauten" [2]
- Fonds Ecureuil de la Communauté française[2]
- Fonds de vieillissement[2]
- Institut bruxellois francophone pour la Formation professionnelle[2]
- Institut de formation en cours de carrière[2]
- Institut de formation permanente pour les classes moyennes et les petites et moyennes entreprises[2]
- Institut für Aus- und Weiterbildung im Mittelstand und in den kleinen und mittleren Unternehmen[2]
- Institut géographique national[2]
- Institut national des invalides de guerre, anciens combattants et victimes de guerre[2]
- Institut pour l'égalité des femmes et des hommes[2]
- Institut royal des sciences de la terre et de l'espace[2]
- Institut royal d'établissements scientifiques et culturels nationaux[2]
- Théâtre royal de la Monnaie[2]
- Office de la Naissance et de l'Enfance[2]
- Office de l'emploi de la Communauté Germanophone "Arbetsamt der Deutschsprachigen Gemeinschaft"[2]
- Office régional bruxellois de l'emploi[2]
- Office wallon de la formation professionnelle et de l'emploi (FOREM)[2]
- Orchestre national de Belgique[2]
- Palais des beaux-arts de Bruxelles[2]
- Port autonome de Charleroi[2]
- Port autonome de Liège[2]
- Port autonome de Namur[2]
- Port autonome du Centre et de l'Ouest[2]
- Société du logement de la Région bruxelloise[2]
- Société flamande de distribution d'eau[2]
- Société régionale du port de Bruxelles[2]
- Wallonie-Bruxelles Enseignement[3]